# Carlo Perugini
Carlo Perugini (Gubbio, 1622 – Fano, 1702) è stato un architetto italiano.
Dopo un lungo apprendistato con il padre mastro Marco, muratore in diversi cantieri eugubini, entra in contatto con i maggiori architetti e committenti del tempo realizzando numerosi edifici a Gubbio e nel circondario. Molto importante tra gli altri edifici realizzati dal capomastro è la chiesa della Madonna del Prato, a Gubbio, copia rivisitata della chiesa di San Carlino alle Quattro Fontane a Roma, una delle prime opere di Borromini. 
Altre sue realizzazioni importanti tra chiese e palazzi gentilizi a Fratta (antica Umbertide), Città di Castello, Mercatello sul Metauro, Carpegna e Fano, dove muore mentre dirige i lavori della chiesa dei Gesuiti.